# Rosalind Allen
Rosalind Ingledew Allen (ur. 23 września 1957 w Nowej Zelandii) – nowozelandzko-amerykańska aktorka.
Allen studiowała aktorstwo, a następnie przeniosła się do Stanów Zjednoczonych, gdzie pracowała jako aktorka. 
W 1990 poślubiła aktora Todda Allena, ma z nim córkę MacKenzie Allen. W 2005 rozwiodła się z Toddem Allenem, a rok później w 2006 poślubiła Miguela Enciso.

## Filmografia (wybrane)
- 1970: Wszystkie moje dzieci jako Silver Kane
- 1992: Dzieci kukurydzy II: Ostateczne poświęcenie jako Angela Casual
- 1994: Naga broń 33⅓: Ostateczna zniewaga jako Bobbi
- 1994- 1995: SeaQuest  jako doktor Wendy Smith
- 1998: Hijack jako Jennifer Benton
- 2002: Tragikomiczne wypadki z życia Titusa jako stewardesa